# Oh My My (álbum)
Oh My My é o quarto álbum de estúdio da banda norte-americana OneRepublic. O álbum foi lançado em 7 de outubro de 2016 pela gravadora Interscope Records, sendo lançado no Brasil pela Universal Music. Oh My My teve a maior estreia da banca, alcançando a terceira posição na Billboard 200 e teve a faixa "Wherever I Go" como primeiro single.

## Antecedentes
Antes do lançamento do álbum, o vocalista da banda, Ryan Tedder revelou numa entrevista  à Billboard, que o álbum levou dezoito meses para gravar e que esse foi "o maior tempo que [a banda] já passou em um projeto [...] Nós passamos por muitas coisas nos últimos quatro anos - havia muito a escrever sobre". Muitas músicas foram escritas e gravadas fora nos EUA, como no Rio de Janeiro e na Cidade do México. Uma das músicas do projeto, fora feita para o filme Beleza Oculta, que foi lançado em dezembro de 2016.

## Promoção
OneRepublic promoveu o álbum e os singles nos programas no NFL Kickoff Concert 2016-2017: em Denver, Colorado. Em shows como no The Tonight Show com Jimmy Fallon, Today, e no The Ellen DeGeneres Show.

## Singles
O primeiro single oficial do álbum foi a faixa "Wherever I Go", lançada no dia 13 de maio de 2016. A música alcançou a posição 31 na Billboard Hot 100 em julho de 2016 e ganhou certificação de ouro no Brasil.
O segundo single do álbum foi a canção "Kids", lançada no dia 12 de agosto de 2016. A faixa também alcançou o pico na posição 31 da Billboard Hot 100.
Já em novembro de 2016 a banda anunciou que "Let´s Hurt Tonight" faria parte da trilha sonora do filme "Beleza Oculta". Após uma apresentação ao vivo no The Voice no dia 6 de dezembro de 2016, um videoclipe da faixa foi lançada na VEVO com algumas cenas do filme.
Ainda, as faixas "Future Looks Good" e "A.I." foram usadas como singles promocionais junto com a pré-venda do disco em 8 de setembro de 2016 e 30 de setembro de 2016, respectivamente.

## Faixas
| Standard edition |                                  |                                         |         |  |
| N.º              | Título                           | Producer(s)                             | Duração |  |
| 1.               | "Let's Hurt Tonight"             | Tedder Zancanella                       | 3:14    |  |
| 2.               | "Future Looks Good"              | Kutzle Tedder                           | 3:30    |  |
| 3.               | "Oh My My" (featuring Cassius)   | Tedder Kutzle Zancanella Cassius (add.) | 3:38    |  |
| 4.               | "Kids"                           | Kutzle Tedder Wilmot (add.)             | 3:58    |  |
| 5.               | "Dream"                          | Tedder Kutzle Zancanella                | 3:31    |  |
| 6.               | "Choke"                          | Tedder Zancanella                       | 3:46    |  |
| 7.               | "A.I." (featuring Peter Gabriel) | Tedder Kutzle Wilmot                    | 5:09    |  |
| 8.               | "Better"                         | Tedder Kutzle Wilmot MojaveGhst         | 3:24    |  |
| 9.               | "Born"                           | Tedder Benny Blanco Kutzle Zancanella   | 4:25    |  |
| 10.              | "Fingertips"                     | Blanco Tedder                           | 4:15    |  |
| 11.              | "Human"                          | Tedder Zancanella Zach Skelton (add.)   | 3:40    |  |
| 12.              | "Lift Me Up"                     | Kutzle Tedder MojaveGhst (add.)         | 3:46    |  |
| 13.              | "NbHD" (featuring Santigold)     | Kutzle MojaveGhst                       | 3:44    |  |
| 14.              | "Wherever I Go"                  | Tedder Kutzle Zancanella                | 2:49    |  |
| 15.              | "All These Things"               | Tedder Zancanella Katalyst (add.)       | 3:19    |  |
| 16.              | "Heaven"                         | Tedder Kutzle Wilmot (add.)             | 4:18    |  |
| Duração total:   | Duração total:                   | Duração total:                          | 60:26   |  |

| Target exclusive / International Deluxe edition |                             |                               |         |  |
| N.º                                             | Título                      | Producer(s)                   | Duração |  |
| 17.                                             | "Colors"                    | Tedder Zancanella Kutzle      | 3:51    |  |
| 18.                                             | "The Less I Know"           | Tedder                        | 3:44    |  |
| 19.                                             | "Heaven" (acoustic version) | Kutzle Wilmot                 | 3:53    |  |
| 20.                                             | "Better" (string version)   | Brandon Collins Kutzle Wilmot | 3:23    |  |
| Duração total:                                  | Duração total:              | Duração total:                | 75:17   |  |

| Re-release     |                                  |         |  |
| N.º            | Título                           | Duração |  |
| 1.             | "Let's Hurt Tonight"             | 3:14    |  |
| 2.             | "Future Looks Good"              | 3:30    |  |
| 3.             | "Wherever I Go"                  | 2:49    |  |
| 4.             | "Kids"                           | 3:58    |  |
| 5.             | "Choke"                          | 3:46    |  |
| 6.             | "Oh My My" (featuring Cassius)   | 3:38    |  |
| 7.             | "Born"                           | 4:25    |  |
| 8.             | "A.I." (featuring Peter Gabriel) | 5:09    |  |
| 9.             | "Better"                         | 3:24    |  |
| 10.            | "Fingertips"                     | 4:15    |  |
| 11.            | "Heaven"                         | 4:18    |  |
| Duração total: | Duração total:                   | 42:26   |  |

## Paradas Musicais
| Chart (2016)                             | Peak position |
| ---------------------------------------- | ------------- |
| Australian Albums (ARIA)                 | 8             |
| Austrian Albums (Ö3 Austria)             | 8             |
| Belgian Albums (Ultratop Flanders)       | 25            |
| Belgian Albums (Ultratop Wallonia)       | 22            |
| Canadian Albums (Billboard)              | 4             |
| Danish Albums (Hitlisten)                | 33            |
| Dutch Albums (Album Top 100)             | 14            |
| Finnish Albums (Suomen virallinen lista) | 27            |
| French Albums (SNEP)                     | 37            |
| German Albums (Offizielle Top 100)       | 6             |
| Greek Albums (IFPI Greece)               | 26            |
| Hungarian Albums (MAHASZ)                | 26            |
| Irish Albums (IRMA)                      | 5             |
| Italian Albums (FIMI)                    | 9             |
| New Zealand Albums (RMNZ)                | 5             |
| Norwegian Albums (VG-lista)              | 14            |
| Polish Albums (ZPAV)                     | 18            |
| Portuguese Albums (AFP)                  | 36            |
| Scottish Albums (OCC)                    | 3             |
| Spanish Albums (PROMUSICAE)              | 16            |
| Swedish Albums (Sverigetopplistan)       | 25            |
| Swiss Albums (Schweizer Hitparade)       | 3             |
| UK Albums (OCC)                          | 6             |
| US Billboard 200                         | 3             |